# Lumijoki
Lumijoki je obec v provincii Severní Pohjanmaa. Populace obce čítá 1 856 lidí (2005). Obec se rozkládá na území o rozloze 208,55 km², z čehož 0,21 km² připadá na vodní plochy. Hustota zalidnění je 8,5 obyvatel na km².
Na území obce jsou tyto vesnice: Hirvasniemi, Luonnostakylä, Lapinkylä, Varjakka, Korvenkylä a Ylipää.

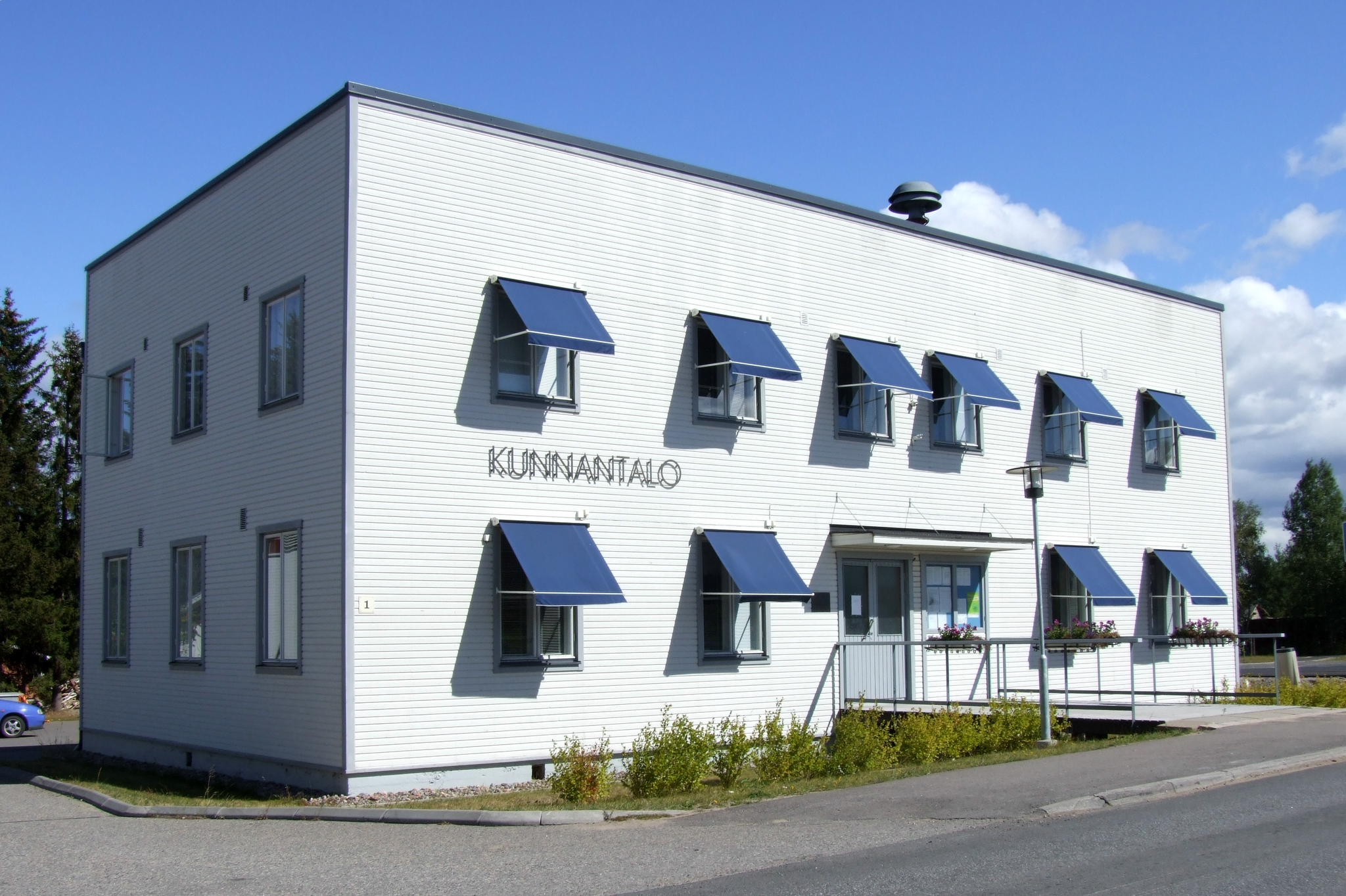
Dřevěná funkcionalistická budova obecního úřadu v Lumijoki z roku 1938